# エフゲニー・パトン
エヴゲニー・オスカロヴィチ・パトン (Євген Оксарович Патон、Евгений Оскарович Патон、1870年3月5日 - 1953年8月12日) は、ロシア帝国およびソビエト連邦時代のウクライナ出身の工学者であり、1934年にキーウでパトン電気溶接研究所を設立した人物である。ボリス・パトンの父でもある。

## 初期の経歴
1870年、フランスのニースに生まれ、ドレスデン工科大学で学び1894年に卒業後、サンクトペテルブルク鉄道研究所を1896年に卒業した。ドレスデンの鉄道駅の構造設計を手がけた後、モスクワ鉄道工学カレッジで講師を務めた（1889年-1904年）。1904年から1938年までキーウ工科大学で教授を務め、橋梁部門の責任者として活躍した。1929年には溶接研究所を組織し、電気溶接委員会を設立した。1934年にキーウでパトン電気溶接研究所を設立し、「全溶接」のアイデアがウクライナ共産党の党首ニキータ・フルシチョフの支持を得た。
1945年から1952年の間、ウクライナSSR科学アカデミーの副会長を務めた。

## 溶接技術の研究
パトンは接合技術や溶接技術の先駆的研究者であり、溶接を信頼できる技術プロセスとするため、溶接構造の力学や冶金プロセス、アークの物理学に関する研究、溶接装置や技術の開発を行った。
また、合理的な橋梁構造設計の方法を提案し、損傷した橋を修復する方法を研究した。溶接の基礎や溶接構造の強度の計算方法、自動溶接プロセスの機械化について研究し、第二次世界大戦中には特殊鋼材の自動溶接技術を開発し、戦車や爆弾などの軍事装備の製造を監督した。
工業分野への溶接技術の広範な導入を監督し、自動溶接システムの設計と製造を行った。溶接による橋梁設計を開発し、金属溶接の国内学校を設立した。